# Министр по делам Шотландии
Министр по делам Шотландии и дословный перевод Государственный секретарь по делам Шотландии (англ. Secretary of State for Scotland; гэльск. Rùnaire Stàite na h-Alba; скотс Secretar o State for Scotland) — государственный пост в ранге министра в правительстве Великобритании ответственный за дела в Шотландии.
Возглавляет Офис Шотландии (англ. Scotland Office), который является департаментом правительства Великобритании, член Лейбористской партии Иан Мюррей. Штаб-квартиры офиса находятся в Лондоне и Эдинбурге.

## История
Государственный орган по делам в Шотландии был образован в 1703 году после заключения Личной Унии.
1 февраля 1709 года был образован департамент правительства с названием «Шотландский Офис» (англ. Scottish Ofis). В 1746 году, после восстания якобитов, офис был упразднён, а делами Шотландии заведовал лорд-адвокат вплоть до 1827 года когда полномочия по Шотландии перешли к Министерству внутренних дел.
В 1885 году Офис по делам Шотландии был восстановлен. Для воссозданного ведомства, у частных лиц специально было выкуплено здание Дувр-Хаус. В Дувр-Хаус ведомство размещается до их.
В 1926 году статус главы Офиса был повышен до министра.
В 1999 году в связи с восстановлением парламента Шотландии и правительства Шотландии большая часть полномочий была передана новой шотландкой администрации и другим ведомствам Великобритании. У Офиса Шотландии остались незначительные функции.